# Safet Mujić
Dr. Safet Mujić (Mostar, 23. ožujka 1908. – Zabrđe, kod Hadžića, 28. kolovoza 1942.) bio je liječnik, sudionik Narodnooslobodilačke borbe i narodni heroj Jugoslavije.

## Životopis
Rođen je 23. ožujka 1908. godine u Mostaru. Osnovnu školu i gimnaziju završio je u Mostaru, a Medicinski fakultet u Beogradu. Po završetku studija vratio se u Mostar i radio kao liječnik.
Tijekom studija pridružio se studentskom revolucionarnom pokretu na Sveučilištu u Beogradu i postao simpatizer tadašnje ilegalne Komunističke partije Jugoslavije (KPJ).  Uz liječnički rad, djelovao je i politički među intelektualcima, a posebno među muslimanima. Kao liječnik imao je veliki ugled među siromašnima u Mostaru i okolnim selima.  
Sudjelovao je u provedbi zadataka Komunističke partije Jugoslavije u sindikalnim ograncima Ujedinjenih radničkih sindikata (URS), u upravi Radničkog doma u Mostaru i Muslimanske knjižnice koja je bila pod utjecajem KPJ bila središte političkog djelovanja KPJ među muslimanima u Mostaru. Član Komunističke partije Jugoslavije (KPJ) postao je 1938. godine, a sljedeće godine postaje članom Mjesnog odbora KPJ za Mostar. Neposredno prije rata izabran je za člana Oblasnog komiteta KPJ za Hercegovinu.  
Nakon okupacije Jugoslavije, 1941. aktivno je sudjelovao u organiziranju pomoći na području ustaničkog dijela istočne Hercegovine i u pripremama za ustanak u sjevernoj Hercegovini. U srpnju je imenovan zapovjednikom Regionalnog vojnog stožera za Hercegovinu. Odmah je s Mustafom Pašićem poveo grupu komunista iz Mostara i otišao u blizinu Boračkog jezera gdje su odlučili organizirati partizanski odred. Kada su ustaše otkrile njihov položaj položaj napali su ih i razbili odred. Safet se potom sa skupinom preživjelih vratio u Mostar zbog čega je smijenjen s mjesta zapovjednika Regionalnog vojnog stožera.  
U rujnu 1941. ponovo je napustio Mostar i otišao na područje Boračkog jezera, gdje je formiran Konjički partizanski bataljun. U ovoj bojni organizirao je medicinsku službu, liječio ranjene i bolesne borce, kao i ljude iz okolnih područja. Četnici su 29. svibnja 1942. napali partizansku bolnicu u Zvijerini i zarobili Safeta Mujića s grupom boraca. Tom prilikom bio je ranjen dok se opirao četnicima, no ubrzo je u partizanskoj akciji oslobođen.
Nakon pohoda proleterskih brigada prema Bosanskoj krajini u lipnju 1942. godine postavljen je za rukovodioca bolnice u Hercegovačkom partizanskom odredu koji je imao zadatak da zajedno s Petom crnogorskom udarnom brigadom štiti Središnju bolnicu i ranjenike. U pokretu ovih jedinica na Bosansku krajinu mjesec dana su vođene borbe kod Foče, na Treskavici, Igmanu, na pruzi Mostar - Sarajevo itd. U svim ovim borbama Safet se brinuo o ranjenicima, a mnogi od njih su preživjeli zahvaljujući njegovoj brizi, trudu i hrabrosti jer radio s minimalnom količinom medicinskih potrepština i lijekova.   
U selu Zabrđe, kod Hadžića, 28. kolovoza 1942. odred se sukobio s Nijemcima koji su napadali iz pravca Kiseljaka i Pazarića. U koloni se nalazila starija žena na konju koja je s partizanima krenula s Zelengore. Borci koji su se nalazili u blizini počeli su joj dovikivati da siđe s konja i da se skloni, ali starica je bila potpuno izgubljena od straha. U jednom trenutku pogodio ju je metak u nogu i ona je pala. Pod jakom neprijateljskom vatrom dr. Safet Mujić je dotrčao do ranjene žene kako bi joj ukazao pomoć, ali je i on pao pokošen neprijateljskom vatrom i na mjestu ostao mrtav.
Njegovi posmrtni ostaci pokopani su na partizanskom groblju u Mostaru nakon rata.
Ukazom predsjednika FNRJ Josipa Broza Tita, 24. srpnja 1953. godine proglašen je narodnim herojem.